# Catedral de Santa María (Ogdensburg)
La Catedral de Santa María  (en inglés: St. Mary's Cathedral) Es el nombre que recibe un edificio religioso que funciona como una catedral católica situada en la localidad de Ogdensburg, Nueva York, al norte de los Estados Unidos. 
Se trata de un templo que sigue el rito romano o latino y es la sede de la diócesis de Ogdensburg (Dioecesis Ogdensburgensis) que fue creada en 1872 con el breve apostólico "Quod catholico nomini" del papa Pío IX.  La parroquia de Santa María fue fundada en 1827. La Catedral de Santa María original fue destruida en un incendio el 25 de noviembre de 1947. La actual catedral fue terminada en 1952 y consagrada el 22 de octubre de ese mismo año.